# IC 2396
IC 2396 ist ein Stern im Sternbild Krebs auf der Ekliptik, den der Astronom Max Wolf am 13. Januar 1901 fälschlich als IC-Objekt beschrieb.